# Twenty 1
Twenty 1 è il diciassettesimo album in studio del gruppo musicale statunitense Chicago, pubblicato nel 1991.

## Tracce
1. Explain It to My Heart – 4:44
2. If It Were You – 4:43
3. You Come to My Senses – 3:49
4. Somebody, Somewhere – 4:21
5. What Does It Take – 4:38
6. One from the Heart – 4:43
7. Chasin' the Wind – 4:18
8. God Save the Queen – 4:19
9. Man to Woman – 3:56
10. Only Time Can Heal the Wounded – 4:43
11. Who Do You Love – 3:20
12. Holdin' On – 4:15